# Saxifraga oreophila
Saxifraga oreophila är en stenbräckeväxtart som beskrevs av Adrien René Franchet. Saxifraga oreophila ingår i Bräckesläktet som ingår i familjen stenbräckeväxter. Inga underarter finns listade i Catalogue of Life.